# Mississipi
|  | Aquest article tracta sobre l'estat dels Estats Units. Si cerqueu el riu dels Estats Units, vegeu «Mississipi (riu)». |

Mississipi (anglès: Mississippi, /ˌmɪsɪˈsɪpi/) és un estat del sud dels Estats Units d'Amèrica. L'estat pren el nom del riu Mississipi, el qual forma la frontera oest d'aquest estat. L'origen del nom Mississipi probablement es troba en un terme nadiu americà que vol dir 'pare de totes les aigües'.

## Població
Segons el cens dels Estats Units del 2000, a l'estat hi havia censats 19.987 amerindis nord-americans (0,6%). Per tribus, les principals són els choctaw (7.609), cherokees (3.129), creek (334), blackfoot (287), houma (284) i chickasaw (211).

## Hidrografia

### Riu Yazoo
La conca del riu Yazoo, la conca més gran del Mississipi, drena una àrea d'unes 13.355 milles quadrades. La conca cobreix la totalitat o part de 30 comtats i té unes 200 milles de llargada i fins a 100 milles d'amplada a la seva meitat nord. Els rius principals inclouen els rius Yazoo, Tallahatchie, Yalobusha, Coldwater, Bogue Phalia, Yocona i Sunflower. També es troben quatre grans embassaments de control d'inundacions a la conca: Arkabutla, Enid, Sardes i Grenada. La sortida de la conca és el riu Mississipi a la confluència del riu Yazoo al nord de Vicksburg.

### Riu Big Black
La conca del riu Big Black, situada al centre-oest de Mississipi, té aproximadament 155 milles de llarg i una mitjana de 22 milles d'amplada. L'àrea de drenatge de la conca cobreix 3.400 milles quadrades. És l'única via fluvial important de la conca que comença al comtat de Webster prop de la ciutat d'Eupora i flueix cap al sud-oest durant aproximadament 300 milles fins a la seva desembocadura al riu Mississipi, a vint-i-cinc milles al sud de Vicksburg.

### Rius costaners
La conca costanera, situada al costat de la línia de costa del sud de Mississipi, drena una àrea d'unes 1.545 milles quadrades i desemboca al golf de Mèxic. Les principals masses d'aigua de la conca inclouen els rius Wolf, Jourdan, Little i Big Biloxi i Tchoutacabouffa, així com les badies de Biloxi i St. Louis. La conca també inclou el sud-oest de Mississippi i les illes de barrera de Cat, Ship, Deer, Horn, Round i Petis Bois.

### Pearl River Inferior
La conca inferior del Pearl River es troba al centre-est i al sud-oest de Mississipi i a la part sud-est de Louisiana, i drena una àrea de 760 milles quadrades. El riu s'estén des de la seva capçalera al comtat de Neshoba a través de l'àrea metropolitana de Jackson i desemboca al Mississippi Sound. Les principals masses d'aigua inclouen els rius Pearl, Yockanookany, Strong i Bogue Chitto. La conca també inclou el recurs d'aigua potable més gran de l'estat, l'embassament de Ross Barnett.

### Rius del nord
La conca dels rius del nord drena una àrea del sud de Tennessee i aproximadament 1.075 milles quadrades del centre-nord de Mississipi, i desemboca al riu Mississipi a la frontera occidental de Tennessee. Els principals rierols del Mississipi inclouen els rius Tuscumbia, Wolf, Hatchie i Muddy Rivers. A Mississipi, aquests rierols es classifiquen per a l'ús de peixos i fauna; tanmateix, a Tennessee aquests rierols compleixen funcions recreatives i de subministrament públic d'aigua.

### Riu Pascagoula
La conca del riu Pascagoula és la segona conca més gran del Mississipi que drena una àrea d'unes 9.600 milles quadrades abans de desembocar al golf de Mèxic. Els rierols principals inclouen els rius Pascagoula, Leaf i Chickasawhay, així com les rieres Black Creek i Red Creek.

### Riu Pearl
La conca del riu Pearl es troba al centre-est i al sud-oest de Mississipi i a la part sud-est de Louisiana, i drena una àrea d'unes 8.000 milles quadrades. El riu s'estén des de la seva capçalera al comtat de Neshoba a través de l'àrea metropolitana de Jackson i desemboca al Mississippi Sound. Les principals masses d'aigua inclouen els rius Pearl, Yockanookany, Strong i Bogue Chitto. La conca també el recurs d'aigua potable més gran de l'estat, l'embassament de Ross Barnett.

### Rius del sud
La conca South Independent Streams es troba al sud-oest de Mississipi i desguassa al riu Mississipi. La conca inclou les ciutats del riu Mississipi de Vicksburg i Natchez. Els principals rierols de l'àrea de drenatge de 4.418 milles quadrades inclouen Homochitto, Tangipahoa i East and West Forks dels rius Amite, així com Bayou Pierre.

### Riu Tennessee
Una petita part de la conca del riu Tennessee es troba a la vora nord-est de l'estat de Mississipi al comtat de Tishomingo. Les principals masses d'aigua de la conca inclouen el riu Tennessee, el llac Pickwick i els rierols Bear and Yellow.

### Riu Tombigbee
La conca del riu Tombigbee drena aproximadament 6.100 milles quadrades del nord-est de Mississipi i part de l'oest d'Alabama. A Mississipi, la conca cobreix la totalitat o part de 19 comtats, i té unes 190 milles de llargada i 48 milles d'amplada. Els principals rierols inclouen els rius Tombigbee, Buttahatchie i Luxapallila, així com les rieres Yellow i Hollis. La característica hidrològica més important de la conca és la via fluvial Tennessee-Tombigbee, que s'estén 137 milles des del comtat de Tishomingo a través del comtat de Lowndes fins a Alabama mitjançant una sèrie de preses, canals artificials i pats del canal original del riu.